# Globalismo
Globalismo refere-se a vários sistemas com alcance além do mero internacional. O termo é usado por detratores da globalização. Embora principalmente associado a sistemas mundiais, outros fenômenos com alcance global também foram descritos como "globalistas".
O termo também é frequentemente usado de maneira pejorativa por movimentos de extrema-direita e teóricos da conspiração. O uso dessa forma também tem sido associado ao antissemitismo, já que os antissemitas frequentemente utilizam a palavra globalista para se referir aos judeus.
Historicamente, tem sido associado a esforços internacionais após a Segunda Guerra Mundial, como as Nações Unidas e a União Europeia, e às vezes com as políticas neoliberais e neoconservadoras de "construção da nação" e com o intervencionismo militar dos Estados Unidos entre 1992 e o começo da Guerra ao Terror.

## Definições e interpretações
Paul James define o globalismo, "pelo menos em seu uso mais específico, … como ideologia dominante e subjetividade associada a diferentes formações historicamente dominantes de extensão global. A definição implica, portanto, que existiam formas pré-modernas ou tradicionais de globalismo e globalização muito antes de a força motriz do capitalismo procurar colonizar todos os cantos do globo, por exemplo, remontar ao Império Romano no segundo século II, e talvez para os gregos do século V a.C.".
Manfred Steger distingue entre diferentes globalismos como o globalismo da justiça, o globalismo da jihad e o globalismo do mercado. O globalismo de mercado inclui a ideologia do neoliberalismo. Em algumas interpretações, a redução do conceito de globalismo à ideologia única do "globalismo de mercado" e do neoliberalismo levou à confusão. Por exemplo, em seu livro de 2005, O colapso do globalismo e a reinvenção do mundo, o filósofo canadense John Ralston Saul tratou o globalismo como coincidente com o neoliberalismo e a globalização neoliberal. Ele argumentou que, longe de ser uma força inevitável, a globalização já está se dividindo em partes contraditórias e que os cidadãos estão reafirmando seus interesses nacionais de maneira positiva e destrutiva. Alternativamente, o cientista político estadunidense Joseph Nye, cofundador da teoria das relações internacionais do neoliberalismo, generalizou o termo ao argumentar que o globalismo se refere a qualquer descrição e explicação de um mundo caracterizado por redes de conexões que abrangem distâncias multi-continentais; enquanto a globalização se refere ao aumento ou declínio no grau de globalismo. Esse uso do termo originou-se e continua a ser usado em debates acadêmicos sobre os desenvolvimentos econômicos, sociais e culturais que são descritos como globalização. O termo é usado de maneira específica e restrita para descrever uma posição no debate sobre o caráter histórico da globalização (ou seja, se a globalização é sem precedentes ou não).

## História do conceito
A palavra entrou em uso generalizado primeiro nos Estados Unidos, a partir do início dos anos 1940. Este foi o período em que o poder global do país estava no auge: os Estados Unidos era a maior potência econômica que o mundo já conheceu, com a maior máquina militar da história da humanidade. A Equipe de Planejamento de Políticas de George F. Kennan disse em fevereiro de 1948: "Nós temos cerca de 50% da riqueza mundial, mas apenas 6,3% de sua população. […] Nossa tarefa real no próximo período é que planejemos um padrão de relacionamentos que nos permita manter essa posição de disparidade. " Os aliados e inimigos da América na Eurásia estavam sofrendo os terríveis efeitos da Segunda Guerra Mundial nessa época.
Em sua posição de poder sem precedentes, os planejadores estadunidenses formularam políticas para moldar o mundo pós-guerra da maneira como queriam, o que, em termos econômicos, significava uma ordem capitalista global que se centrava nos Estados Unidos. A primeira pessoa no país a usar o termo "integração econômica" em seu sentido moderno (isto é, combinar economias separadas em grandes regiões econômicas) o fez de uma só vez: um John S. de Beers, um economista do Departamento do Tesouro dos Estados Unidos, final de 1941. Em 1948, a integração econômica estava aparecendo em um número crescente de documentos e discursos estadunidenses. Paul Hoffman, então chefe da Administração de Cooperação Econômica, fez o uso mais significativo do termo em 1949 para a Organização para a Cooperação Econômica Europeia. O New York Times disse:
Hoffmann usou a palavra "integração" quinze vezes ou quase uma vez a cada cem palavras em seu discurso. É uma palavra que raramente foi usada por estadistas europeus com o Plano Marshall para descrever o que deveria acontecer com as economias europeias. Foi observado que nenhum termo ou meta foi incluído nos compromissos que as nações europeias assumiram ao concordar com o Plano Marshall. Consequentemente, pareceu aos europeus que a "integração" era uma doutrina americana que havia sido sobreposta aos compromissos mútuos feitos quando o Plano Marshall começou ...
Embora as ideologias do mundo tenham uma longa história, o globalismo emergiu como um conjunto dominante de ideologias associadas ao longo do final do século XX. À medida que essas ideologias se instalaram, e à medida que vários processos de globalização se intensificaram, contribuíram para a consolidação de um imaginário global conectado. Em seus escritos recentes, Manfred Steger e Paul James teorizaram esse processo em termos de quatro níveis de mudança: mudanças de ideias, ideologias, imaginários e ontologias.